# 早川ウワブライト
早川 ウワブライト（はやかわ ウワブライト、2006年10月29日 - ）は、神奈川県出身のプロサッカー選手。Jリーグ・水戸ホーリーホック所属。ポジションはゴールキーパー。

## 来歴
高校時代は日本体育大学柏高等学校で過ごし、高校3年の2024年は正ゴールキーパーを任された。インターハイや高校選手権への出場はなかったが、2年生の冬にU-17日本高校選抜に選ばれた。
当初はトップチームに入ることが少なく、提携している柏レイソルのアカデミーに練習参加し、研鑽を積んでいたという。
2024年7月12日、2025年シーズンからの水戸ホーリーホックへの加入が発表された。

## 所属クラブ
- 小雀SC
- 2019年 - 2021年 FC湘南ジュニアユース
- 2022年 - 2024年 日本体育大学柏高等学校
- 2025年 -  水戸ホーリーホック

## 個人成績
| 国内大会個人成績 | 国内大会個人成績 | 国内大会個人成績 | 国内大会個人成績 | 国内大会個人成績             | 国内大会個人成績 | 国内大会個人成績 | 国内大会個人成績 | 国内大会個人成績 | 国内大会個人成績 | 国内大会個人成績 | 国内大会個人成績 |
| 年度             | クラブ           | 背番号           | リーグ           | リーグ戦                     | リーグ戦         | リーグ杯         | リーグ杯         | オープン杯       | オープン杯       | 期間通算         | 期間通算         |
| 年度             | クラブ           | 背番号           | リーグ           | 出場                         | 得点             | 出場             | 得点             | 出場             | 得点             | 出場             | 得点             |
| 日本             | 日本             | 日本             | 日本             | リーグ戦                     | リーグ戦         | リーグ杯         | リーグ杯         | 天皇杯           | 天皇杯           | 期間通算         | 期間通算         |
| ---------------- | ---------------- | ---------------- | ---------------- | ---------------------------- | ---------------- | ---------------- | ---------------- | ---------------- | ---------------- | ---------------- | ---------------- |
| 2025             | 水戸             | 77               | J2               |                              |                  |                  |                  |                  |                  |                  |                  |
| 通算             | 日本             | 日本             | J2               | \|\|\|\|\|\|\|\|\|\|\|\|\|\| |                  |                  |                  |                  |                  |                  |                  |
| 総通算           | 総通算           | 総通算           | 総通算           | \|\|\|\|\|\|\|\|\|\|\|\|\|\| |                  |                  |                  |                  |                  |                  |                  |